# Jan Malczewski (1843–1933)
Jan Malczewski (ur. 1843 w Dołhinowie, zm. 10 lipca 1933 w Przemyślu) – powstaniec styczniowy, zesłaniec syberyjski, wojskowy.

## Życiorys
Ukończył Korpus Paziów dla dzieci szlacheckich w Sankt Petersburgu. Po wybuchu Powstania styczniowego w 1863 roku walczył w oddziale Leona hrabiego Platera, w trakcie którego za udział w napadzie 25 kwietnia 1863 roku pod Krasławiem na carski konwój z bronią został wraz ze swoim bratem Władysławem skazany na 12 lat katorgi na Syberii w kopalniach w Nerczyńsku (gdzie Władysław zmarł). Po czterech latach przeniesiony nad rzekę Amur do carskiej jednostki wojskowej w Chabarowsku do walki z chińskimi Hunhuzami (Czerwonobrodymi). Po kilku latach walk został poważnie ranny w wyniku czego utracił mowę, którą odzyskał po kilku miesiącach do czego nie przyznał się carskim lekarzom. Po miesiącach w szpitalu zezwolono mu na wyjazd z Syberii. Zamieszkał w zaborze austriackim w Przemyślu, a następnie w Birczy.

## Życie prywatne
Jego ojcem był Maciej Malczewski, a matką Marianna Zawisza-Wisłocka herbu Sas.
Jego żoną została Magdalena Maria Siwarga de Baldas (1855–1908) – ich trzej synowie to Ludwik Malczewski (ur. 1877), Kazimierz Malczewski (1882–1940) i Władysław (ur. 1887). Drugą żoną Malczewskiego była Maria (1853–1931).